# Vojtěch Kotek

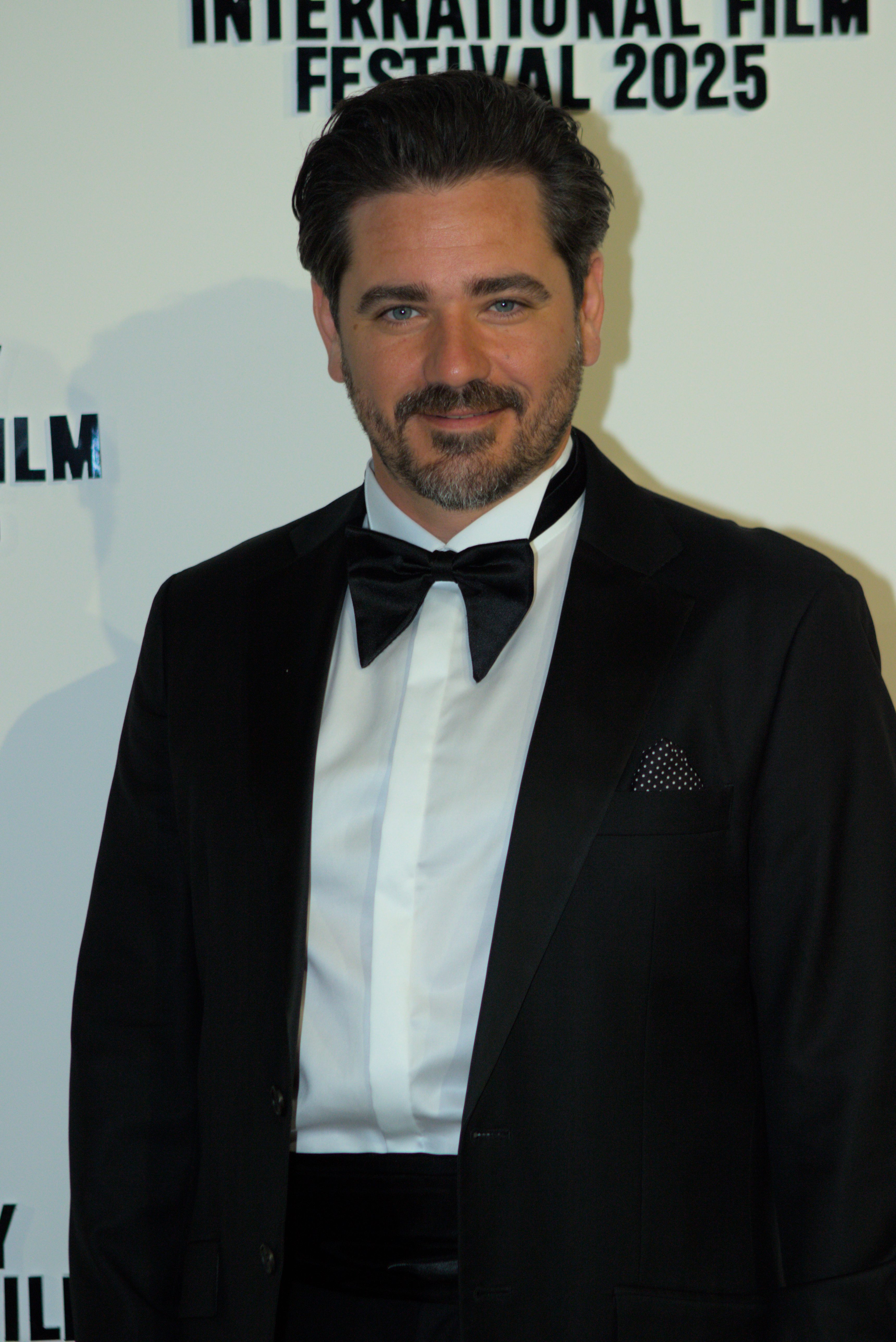
Vojtěch Kotek (2025)

Vojtěch Kotek (* 8. Januar 1988 in Prag) ist ein tschechischer Schauspieler und Synchronsprecher.

## Leben
Vojtěch Kotek ist der Sohn des Schauspielers und Theatermanagers Václav Kotek. Bereits im Alter von 14 Jahren gab er in der Hauptrolle des Libor in dem von Ivan Pokorný inszenierten Abenteuerfilm Entführung nach Hause sein Leinwanddebüt. Seitdem war er in über 40 Film- und Fernsehproduktionen zu sehen, darunter in Der letzte Zug, Der Dorflehrer und Maria Theresia. Für seine Darstellung in der Theaterverfilmung Vlastníci wurde er 2020 als Bester Nebendarsteller für einen Český lev nominiert.
Bereits seit seinem achten Lebensjahr ist Kotek als Synchronsprecher für Film- und Hörspiele tätig. So lieh er Daniel Radcliffe in allen Harry-Potter-Filmen seine Stimme für die tschechische Vertonung. Außerdem synchronisierte er Schauspieler wie Elijah Wood, Joseph Gordon-Levitt und mehrfach auch Emile Hirsch.

## Filmografie
- 2002: Entführung nach Hause (Únos domů)
- 2006: Der letzte Zug
- 2008: Der Dorflehrer (Venkovský učitel)
- 2013: Burning Bush – Die Helden von Prag (Hořící keř, Miniserie)
- 2017–2022: Maria Theresia (Miniserie)
- 2019: Vlastníci
- 2021: Als ein Stern vom Himmel fiel – Vasek
- 2024: Vlny
- 2025: Duchoň